# Аль-Иншикак
Аль-Иншика́к (араб. الانشقاق — Разве́рзнется) — восемьдесят четвертая сура Корана. Сура мекканская.  Состоит из 25 аятов.

## Содержание
В суре аль-Иншикак говорится о некоторых приметах и событиях Судного дня, о том, что земля и небо находятся во власти Аллаха, о том, что человек неизбежно предстанет перед своим Господом, и о том, что его деяния записаны в Книге, которая ему будет вручена.

 Когда небо разверзнется ۝ и внемлет своему Господу, как ему надлежит, ۝ когда земля будет распростёрта, ۝ извергнет то, что в ней, и опустеет, ۝ и внемлет своему Господу, как ей надлежит… ۝ О человек! Ты стремишься к своему Господу и встретишься с Ним. ۝ Тот, кому его книга будет вручена в правую руку, ۝ получит лёгкий расчёт ۝ и вернётся к своей семье радостным. ۝ А тот, кому его книга будет вручена из-за спины, ۝ станет призывать погибель ۝ и войдёт в Пламень. 
—  84:1—12 (Кулиев)